# Слюз, Иоханнес Вальтер
Иоханнес Вальтер Слюз (фр. Johannes Walter Sluse; 14 января 1628, Визе, Льежское епископство, Священная Римская империя — 16 июля 1687, Рим, Папская область) — бельгийский куриальный кардинал, кардинал-мирянин. Брат математика Рене-Франсуа де Слюза. Секретарь апостольских бреве с 1 января 1686 по 16 июля 1687. Кардинал-дьякон с 1 сентября 1686, с титулярной диаконией Санта-Мария-делла-Скала с 30 сентября 1686 по 16 июля 1687.